# Legislature della Romania
Di seguito una lista delle legislature della Romania dopo la rivoluzione romena del 1989.
|                       | N°   | Elezioni                            | Inizio           | Fine             | Durata              | Governi                                   |
| --------------------- | ---- | ----------------------------------- | ---------------- | ---------------- | ------------------- | ----------------------------------------- |
| Legislatura 1990-1992 | I    | Parlamentari 1990 20 maggio 1990    | 18 giugno 1990   | 16 ottobre 1992  | 2 anni e 120 giorni | Roman II Stolojan                         |
| Legislatura 1992-1996 | II   | Parlamentari 1992 27 settembre 1992 | 22 ottobre 1992  | 22 novembre 1996 | 4 anni e 31 giorni  | Văcăroiu                                  |
| Legislatura 1996-2000 | III  | Parlamentari 1996 3 novembre 1996   | 27 novembre 1996 | 30 novembre 2000 | 4 anni e 3 giorni   | Ciorbea Vasile Isărescu                   |
| Legislatura 2000-2004 | IV   | Parlamentari 2000 26 novembre 2000  | 15 dicembre 2000 | 30 novembre 2004 | 3 anni e 351 giorni | Năstase                                   |
| Legislatura 2004-2008 | V    | Parlamentari 2004 20 novembre 2004  | 19 dicembre 2004 | 13 dicembre 2008 | 3 anni e 360 giorni | Tăriceanu I Tăriceanu II                  |
| Legislatura 2008-2012 | VI   | Parlamentari 2008 30 novembre 2008  | 19 dicembre 2008 | 19 dicembre 2012 | 4 anni e 0 giorni   | Boc I Boc II Ungureanu Ponta I            |
| Legislatura 2012-2016 | VII  | Parlamentari 2012 9 dicembre 2012   | 19 dicembre 2012 | 21 dicembre 2016 | 4 anni e 2 giorni   | Ponta II Ponta III Ponta IV Cioloș        |
| Legislatura 2016-2020 | VIII | Parlamentari 2016 11 dicembre 2016  | 21 dicembre 2016 | 20 dicembre 2020 | 3 anni e 365 giorni | Grindeanu Tudose Dăncilă Orban I Orban II |
| Legislatura 2020-2024 | IX   | Parlamentari 2020 6 dicembre 2020   | 21 dicembre 2020 | 23 dicembre 2024 | 4 anni e 2 giorni   | Cîțu Ciucă Ciolacu I                      |
| Legislatura 2024-2028 | X    | Parlamentari 2024 1º dicembre 2024  | 23 dicembre 2024 | in corso         | 0 anni e 182 giorni | Ciolacu II Bolojan                        |

## Fonti
(RO) Camera Deputaților, su cdep.ro, Camera dei deputati della Romania.